# Vuelo 9755 de TAM Linhas Aéreas
El sábado 15 de septiembre de 2001, el vuelo 9755 de TAM Linhas Aéreas, un vuelo regular de pasajeros domésticos operado por un Fokker 100 que transportaba 88 pasajeros y seis tripulantes, partió del Aeropuerto Internacional de Recife con destino al Aeropuerto Internacional de Viracopos. Durante el vuelo, el avión sufrió una falla incontrolada en el motor. Fragmentos del motor destrozaron tres ventanas de la cabina, causando una descompresión y expulsando parcialmente del avión al pasajero del asiento 19E. El pasajero que salió volando por la ventana no sobrevivió. 

## Aeronave y tripulación

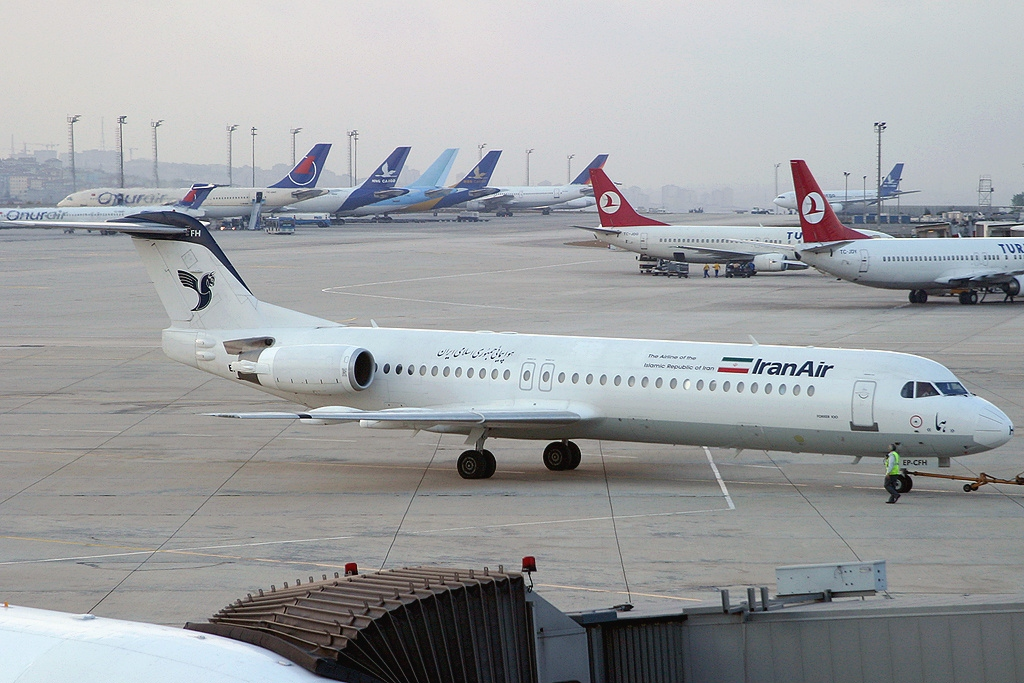
El Fokker 100 involucrado mientras estaba en servicio por Iran Air con la matrícula EP-CFH en 2006.

La aeronave era un bimotor Fokker 100 con matrícula PT-MRN, fabricado por Fokker en 1994. En el momento del accidente contaba con 23.336 horas y 25 minutos de tiempo total de vuelo, con todas las inspecciones y servicios de mantenimiento al día. Su última revisión se había realizado en agosto de 2001. En este vuelo, la aeronave transportaba, además de los 82 pasajeros, cuatro auxiliares de vuelo y dos pilotos. El piloto, Marcelo Seda, había volado 6.947 horas y 50 minutos en total, de las cuales 2.617 horas y 40 minutos en el Fokker 100. El copiloto había volado 5.358 horas y 30 minutos en total, de las cuales 2.201 horas y 10 minutos en la aeronave.

## Accidente
El 15 de septiembre de 2001, la aeronave despegó del Aeropuerto Internacional de Recife a las 17:56 horas, con destino al Aeropuerto Internacional de Guarulhos. El vuelo fue fletado por la agencia de turismo CVC. Aproximadamente a setenta millas náuticas de Belo Horizonte, sobre el municipio de Diamantina, alrededor de las 20:30 horas y a una altitud de aproximadamente 30.000 pies (9.144 metros), se produjo una falla en el motor derecho, seguida de una despresurización explosiva debido a que partes desprendidas de ese motor penetraron en el fuselaje, rompiendo tres ventanas de la cabina. La pasajera del asiento 19E, Marlene Aparecida Sebastião dos Santos, de 48 años, fue golpeada en el cráneo por un trozo de disco de álabes del estator. Testigos dijeron que la mitad de su cuerpo estaba expuesto y que el esposo de Marlene, Angelo Marques dos Santos, intentó sujetarla por las piernas. TAM desmintió esta versión, afirmando que Angelo había sostenido la cabeza de la mujer contra su propio pecho. Según la gente a bordo, Marlene se golpeó la cabeza contra el techo del avión.
Al mismo tiempo, la torre de control del Aeropuerto Internacional de Confins recibió una solicitud de aterrizaje de emergencia. Al momento de la despresurización, algunas máscaras de oxígeno no bajaron automáticamente, lo que ocurrió luego del comando manual realizado por el copiloto. El aterrizaje de emergencia se produjo a las 20:42 horas, en el citado aeropuerto, donde se realizó una evacuación de emergencia. Los bomberos y el equipo de primeros auxilios del aeropuerto fueron llamados para ayudar a los pasajeros que desembarcaron del avión "en pánico". Testigos informaron que había "mucha sangre" y objetos esparcidos por toda la cabina de pasajeros.

### Víctimas
Tres personas levemente heridas fueron dadas de alta en el propio aeropuerto. Marlene Aparecida Sebastião dos Santos fue la única víctima mortal del accidente, de 48 años. Murió antes de que el avión aterrizara, golpeada por un disco de pala del estator, debido a un traumatismo de cráneo encefálico, según el Instituto Médico Forense. Jubilada, fue miembro activa de la Iglesia Evangélica Cuadrangular Vila Zezé, en Jacareí, y presidió el Grupo Misionero de Mujeres. Su esposo, Angelo Marques dos Santos, participó en el ala masculina del grupo misionero de la misma iglesia evangélica. La pareja solía hacer un viaje al noreste todos los años. El cuerpo de Marlene llegó al velorio en Jacareí alrededor de las 19:00 horas, al día siguiente del accidente, estando previsto el entierro para las 9:00 horas del día 17, en el Cementerio de Avareí. TAM pagó todos los gastos funerarios de Marlene, pero no consideró pagar una compensación por su muerte. El 1 de octubre, Roberto Donizete de Souza, abogado de la familia, dijo que discutiría la indemnización con el departamento jurídico de la empresa y afirmó que TAM estaba pagando a una enfermera para cuidar de la madre de Marlene, Anésia Machado, quien recibía ayuda diaria de su hija para tomar medicamentos para la diabetes y la presión arterial alta.

## Respuesta
TAM Linhas Aéreas dijo en una respuesta oficial que brindará "toda la asistencia a la familia de la víctima, así como a los demás pasajeros, incluida atención médica y psicológica". 
La falla inicial de la pala de la turbina se atribuyó a una falla por fatiga inducida por el aleteo, como se había visto en dos accidentes anteriores en un vuelo que partió de Colonia, Alemania, en diciembre de 1995 con el motor TAY 651-54 de un BAC 1-11 y un vuelo de preparación para el despegue en 1997 con el motor TAY 650-15.

## Investigación
El Departamento de Aviación Civil (DAC) inició la investigación del avión en la mañana del 16 de septiembre. Al día siguiente, un hallazgo preliminar mostró que las hélices del motor se habían soltado, causando daños en las ventanas, aunque todavía no estaba claro por qué había sucedido esto. Cesar Sfoggia, secretario de seguridad de vuelo de la Unión Nacional de Aeronautas, declaró el mismo día que una falla de diseño en el Fokker estrellado sería una posibilidad, comentando que "el avión debería tener una capa de contención para evitar que una parte, al desprenderse del motor, golpee el fuselaje". Paulo Pompilho, el jefe de prensa de TAM, no estuvo de acuerdo y afirmó que "el Fokker es un súper avión, el mejor en su categoría". En el momento del accidente, el Jornal Nacional , de TV Globo , mostró extractos de una entrevista con el director del Instituto de Desarrollo y Coordinación Industrial , dando a entender que el Centro Técnico Aeroespacial (CTA) impondría cambios en el diseño del Fokker 100. En un comunicado oficial, el CTA desmintió esa afirmación: "Los dieron la connotación de que el CTA impondría cambios en la aeronave, incluso antes de que la investigación sobre las causas probables del accidente fuera concluida por el órgano competente, atribuyendo así prematuramente la culpa a las empresas fabricantes de componentes y al operador de la aeronave".
Además de daños irreparables en el motor derecho, se detectaron daños menores en el fuselaje, ala derecha, flap derecho , alerón derecho y algunos asientos. La información contenida en la caja negra se perdió después del aterrizaje, ya que la aeronave fue energizada por el personal de mantenimiento sin que su disyuntor estuviera desactivado.

### Motor
El motor derecho, donde se produjo la avería, era un Rolls-Royce TAY 650-15, con 26.939 ciclos y 26.504,4 horas totales de vuelo. Su última inspección se había realizado el 14 de agosto de 2001, y su última revisión el 2 de septiembre de 1999. Al desmontarlo como parte de la investigación, se descubrió que faltaban en el motor el disco del ventilador, los discos del compresor de baja presión y los discos de álabes del estator. Algunos trozos de estas piezas fueron encontrados en la entrada de aire del motor. La CTA emitió un informe al respecto, indicando que se produjo una falla no contenida en los álabes del ventilador, provocando que la carcasa de montaje del compresor de baja presión se desequilibrara y rompiera, el cual, junto con el disco del ventilador, se separó del motor durante el vuelo.
Un análisis de laboratorio reveló una "marca de playa" en una de las tres aspas del ventilador, lo que indica una falla por fatiga. Otro informe de CTA indica que las fracturas encontradas en varias partes del compresor de baja presión eran características de una falla por sobrecarga. Se encontró que las turbinas del motor presentaban daños producto de la ingestión de material extraño desde la parte delantera del motor. Se encontraron fragmentos de material en el interior de las cámaras de combustión y de la línea neumática de la FCU (Flight Control Unit), originados también por la fragmentación de la parte delantera del motor.
Se realizaron búsquedas para encontrar el disco del abanico, importante para la investigación. El 20 de septiembre de 2001 fue encontrada en Diamantina una de las piezas que se habían desprendido del motor. Luego, la Oficina de Investigación de Accidentes Aéreos (AAIB) y la Junta Nacional de Seguridad del Transporte (NTSB) utilizaron metodologías para determinar las áreas probables donde caería el disco del ventilador. Los días 10 y 11 de octubre se realizó una búsqueda en la región, sin éxito. El 22 de noviembre de 2001, en la misma zona, los vecinos encontraron un trozo de disco de álabes del estator. Tras un nuevo cálculo de regiones probables, entre el 5 y el 8 de diciembre se realizó una segunda búsqueda, también sin éxito.

### Análisis operacional
Aproximadamente quince segundos antes de la falla del motor, el acelerador automático (control automático de potencia) se apagó, lo que significa que los motores estaban siendo operados manualmente. Se realizó un análisis de los catorce aterrizajes realizados antes del accidente. Esto reveló que, en cuatro de ellos, se utilizó una posición mayor que la “idle” (mínima) al utilizar el inversor de empuje, y que, en tres de estos, se seleccionó la posición de “máximo empuje inverso de emergencia” y, durante un aterrizaje, una posición intermedia entre ambas. El inversor debe utilizarse en la posición "ralentí" (mínima) para el funcionamiento normal, o en la posición "máximo empuje inverso de emergencia" para el funcionamiento de emergencia. Sin embargo, TAM utilizó rutinariamente el inversor de empuje en posición de emergencia al aterrizar en el Aeropuerto Santos Dumont, debido a la corta longitud de su pista. No fue posible confirmar si esto influyó en el accidente, ya que su uso estaba, en general, autorizado, estando prohibido únicamente el uso de la reversa en el rango crítico.
Durante el aterrizaje, donde el inversor se encontraba en una posición intermedia entre "ralentí" y "máximo empuje inverso de emergencia", la rotación del eje de la turbina de baja presión se mantuvo estable durante aproximadamente seis segundos, mientras que, para que aparecieran fracturas, la rotación debería haberse estabilizado durante al menos 7,5 segundos. Sin embargo, es posible que el uso del inversor de empuje en la posición de "máximo empuje inverso de emergencia" en otros vuelos anteriores haya provocado una estabilización involuntaria en el rango crítico. No fue posible confirmar esta hipótesis ya que no se encontró el disco del ventilador.

### Conclusión y cambios
El informe final, emitido el 13 de marzo de 2006 por el Centro de Investigación y Prevención de Accidentes Aeronáuticos (CENIPA), indicó la siguiente causa probable del accidente:

La hipótesis considerada más probable para el accidente fue que se había producido fatiga en los álabes del disco del ventilador , probablemente inducida por vibración, lo que provocó su rotura, iniciándose la destrucción del motor y la separación de sus partes. Las características de las fracturas encontradas en trozos de caña refuerzan esta hipótesis, además de que el perfil de destrucción es similar a dos casos anteriores en los que hubo ocurrencia de fractura de caña por fatiga inducida por aleteo.

En la conclusión del informe, CENIPA señala que el siguiente factor material pudo haber contribuido al accidente:

Es posible que la falla no contenida del motor se haya producido por fatiga de las palas inducida por el aleteo, lo que indicaría que los procedimientos adoptados hasta la fecha del accidente no habrían sido suficientes para evitar este tipo de ocurrencias, sin que existiera ningún sistema para alertar a los pilotos o impedir la operación en el rango crítico.

Respecto al factor operacional, CENIPA señala:

Es posible que el uso de la posición de "empuje inverso máximo de emergencia" en las operaciones de rutina en el Aeropuerto Santos Dumont haya provocado una estabilización inadvertida en el rango crítico de la [turbina de baja presión], induciendo la formación de fracturas por fatiga en las palas del ventilador.

En el momento del accidente se emitieron Recomendaciones de Seguridad de Vuelo a TAM sobre el procedimiento correcto para utilizar la lista de verificación, la cual no fue utilizada en la situación de emergencia. Aunque esto no causó ningún daño, ya que ninguno de sus artículos fue olvidado, su seguimiento es obligatorio. Se solicitó un reentrenamiento anual de sus tripulantes en relación a la coordinación de cabina en situaciones de emergencia. También se recomendó a todas las aerolíneas que instruyeran a sus tripulaciones para que desactivaran el disyuntor de la caja negra antes de abandonar el avión.
Se emitió una Directiva de Aeronavegabilidad de Emergencia, vigente a partir del 8 de noviembre de 2001, sobre el cumplimiento de las acciones operativas y de mantenimiento para evitar el funcionamiento estabilizado del motor en marcha atrás en el rango crítico de turbina de baja presión. Entre otras medidas, se restringió el uso del inversor en la posición de “máximo empuje inverso de emergencia” a situaciones de emergencia y a intervalos entre inspecciones de las palas mediante ultrasonidos. Stork-Fokker Services ha realizado cambios en la aeronave, iniciando los trabajos para modificar los sistemas de alerta, con el objetivo de evitar la operación estabilizada en el rango crítico de rotación de la turbina de baja presión y, si dicha operación ocurre, que se informe a mantenimiento y se inspeccionen las palas.